# Vernon Forrest
Vernon Forrest (Augusta, 12 febbraio 1971 – Atlanta, 25 luglio 2009) è stato un pugile statunitense.
Soprannominato The Viper, è stato campione del mondo WBC dei welters e dei superwelters.
È noto anche per i suoi due match con "Sugar" Shane Mosley

## Morte
Forrest è stato ucciso il 25 luglio 2009 ad Atlanta in un tentativo di rapina da parte di un uomo sconosciuto che gli ha sparato dai 7 agli 8 colpi alle spalle.